# گالگامووا
گالگامووا (به لاتین: Galgamuwa) یک منطقهٔ مسکونی در سری‌لانکا است که در کورونیگالا واقع شده‌است. گالگامووا ۲۷۸٫۴ کیلومتر مربع مساحت و ۶۳٬۲۷۳ نفر جمعیت دارد.